# 영호 윤경남 유품
영호 윤경남 유품(瀯湖 尹景男 遺品)은 대한민국 경상남도 거창군 거창읍에 있는, 임진왜란 때 경상남도에서 의병활동을 한 윤경남 선생의 유품이다.
1997년 1월 30일 경상남도의 유형문화재 제325호 윤경남선생 유품으로 지정되었다가, 2018년 12월 20일 현재의 명칭으로 변경되었다.

## 개요
임진왜란 때 경상남도에서 의병활동을 한 윤경남 선생의 유품이다.
얼굴 가리개·수통·인장함·연적·표주박들이 있으며, 당시의 공예 수준을 가늠할 수 있는 중요한 자료이다.

## 참고 문헌
- 영호 윤경남 유품 - 국가유산청 국가유산포털